# Jini
A tecnologia Jini foi criada para permitir que qualquer tipo de  rede composta de serviços e dos clientes destes serviços seja facilmente montada, desmontada e mantida.
Jini possui um modelo que define como os clientes e os serviços vão se comunicar uns com os outros. Os clientes acessam os serviços através de objetos comuns disponibilizados por entidades chamadas "service providers" usando qualquer tecnologia de rede.